# Condado de Wythe
El condado de Wythe es un condado del estado de Virginia, Estados Unidos. Tiene una población estimada, a mediados de 2023, de 28 104 habitantes.
La sede del condado es Wytheville, que también es la localidad más poblada.

## Geografía
Según la Oficina del Censo, el condado tiene una superficie total de 1203 km², de los cuales 1196 km² corresponden a tierra firme y 7 km² están cubiertos de agua.

### Condados adyacentes
- Condado de Bland (norte)
- Condado de Pulaski (este)
- Condado de Carroll (sureste)
- Condado de Grayson (sur)
- Condado de Smyth (oeste)

## Demografía

### Censo de 2020
Según el censo de 2020, en ese momento la población del condado era de 28 290 habitantes. La densidad de población era de 24 hab./km².  
| Raza                   | Núm.   | Porc.  |
| ---------------------- | ------ | ------ |
| Blancos                | 26 165 | 92.49% |
| Afroamericanos         | 707    | 2.50%  |
| Amerindios             | 61     | 0.22%  |
| Asiáticos              | 118    | 0.42%  |
| Isleños del Pacífico   | 2      | 0.01%  |
| De otras razas         | 159    | 0.56%  |
| De una mezcla de razas | 1078   | 3.81%  |

Del total de la población, el 1.25% eran hispanos o latinos de cualquier raza.

### Estimación 2018-2022
De acuerdo con la estimación 2018-2022 de la Oficina del Censo, los ingresos medios de los hogares del condado son de $53,921 y los ingresos medios de las familias son de $72,828. Los ingresos per cápita en los últimos doce meses, medidos en dólares de 2022, son de $31,810. Alrededor del 17.2% de la población está por debajo de la línea de pobreza.

## Comunidades

### Pueblos
- Rural Retreat
- Wytheville

### Lugares designados por el censo (census-designated places,CDP)
- Fort Chiswell
- Ivanhoe
- Max Meadows

### Localidades
- Austinville
- Barren Springs
- Cripple Creek
- Crockett
- Speedwell